# 段俊 (元朝)
段俊（？—1332年）亦称信苴俊，是段隆之子，蒙古轄下的第七位大理總管。
元文宗天历元年（1328年），在段隆死後繼位為大理總管，被元朝任為雲南行省平章，開啟段氏兼任平章的傳統。在职期间，蒙古在云南诸王及驻军互相征伐，内乱不已，各族民众驿输苦不可堪。曾經表奏烏撒部（今贵州威宁）奏：「雲南驛輸征甚苦，願屬四川。」奏下參政賈敦煕議之，但於至顺三年（1332年）病卒，族弟（一作子）段義襲其位。